# كوليت (فلم 2020)
كوليت (بالإنجليزية: Colette) هو فيلم وثائقي أمريكي لعام 2020 من إخراج أنطوني جياشينو. حاز الفيلم على جائزة الأوسكار لأفضل موضوع وثائقي قصير في حفل توزيع جوائز الأوسكار في دورته الـ93.

## روابط خارجية
- مقالات تستعمل روابط فنية بلا صلة مع ويكي بيانات